# Istituto tecnico industriale statale Enrico Fermi
L'istituto tecnico industriale statale "Enrico Fermi" è una scuola secondaria di secondo grado di Modena.

## Storia

### Fondazione e primi anni
Nel secondo dopoguerra del XX secolo a Modena si sentì l'esigenza di formare nuovi tecnici specializzati che potessero rispondere alla domanda generata dal miracolo economico italiano che stava modificando il settore della produzione del paese spostandolo dal settore agricolo. Di fronte al crescente numero di domande di iscrizione all'Istituto Corni, la Provincia decise di creare un'altra scuola, in modo anche da aumentare il numero di specializzazioni a disposizione degli studenti modenesi. La nuova scuola avrebbe formato dunque periti elettronici, utili all'intero settore secondario, e chimici (all'epoca uno dei primi istituti in Italia a fornire una tale specializzazione), necessari in particolare alle locali industrie ceramiche e agroalimentari. La struttura destinata a ospitare la nuova scuola superiore venne edificata tra gli anni Cinquanta e gli anni Sessanta e seguì lo stile del periodo, con parti in acciaio, laterizio, vetro e cemento. La nuova scuola venne inaugurata il 12 novembre 1957. Dal punto di vista urbanistico la costruzione dell'edificio fu uno dei tasselli conclusivi della ricostruzione postbellica cittadina, affidato all'architetto e senatore Alberto Mario Pucci al quale Modena nel 2014 ha dedicato uno slargo.
Il 14 novembre iniziarono le lezioni per i 76 allievi del nuovo istituto tecnico e lo stesso giorno fu nominato il primo dirigente della scuola. La proposta di intitolare la scuola ad Enrico Fermi fu approvata il 14 aprile 1958. Inizialmente l'istituto venne ospitato nei locali della Casa della madre e del bambino dell'Opera nazionale maternità e infanzia, fino al 1964, quando venne completata e inaugurata la nuova sede.
Nonostante la sua istituzione fosse stata approvata all'unanimità dai partiti presenti in Consiglio provinciale, la scuola divenne presto terreno di scontro politico. Da un lato l'Amministrazione provinciale PCI-PSI ne volle gradualmente fare un terreno di sperimentazione delle idee di riforma della scuola di cui si discuteva in quel periodo. Dall'altra parte l'opposizione, guidata dalla DC, ne chiese a più riprese, per tutta la prima metà degli anni Sessanta, la statalizzazione. Divenuto presto un'eccellenza formativa nell'ambito dell'istruzione tecnica, l'istituto fu caratterizzato così già negli anni Sessanta da un clima più aperto rispetto agli altri istituti superiori cittadini (statali), nonostante l'organizzazione interna ricalcasse ancora quella statale. Vennero introdotte delle attività pomeridiane di assistenza allo studio per gli studenti, e venne concesso a questi ultimi l'uso dei locali scolastici per studiare individualmente o in gruppo. Nel 1962 poi l'istituto vide diplomarsi la prima ragazza perito elettronico in Italia.

### Sessantotto e anni Settanta
Storicamente fu tra i primi istituti superiori a livello provinciale a partecipare alla contestazione studentesca legata al movimento del Sessantotto. Già nel 1966 il giornalino interno degli studenti aveva espresso solidarietà ai colleghi de La Zanzara, oltre ad esprimere tra 1966 e 1967 le prime istanze rivendicative, come la richiesta di un Consiglio degli Studenti, e ad occuparsi di temi politici come il movimento studentesco americano e il fenomeno beat. È però nel marzo 1968 che avvennero le prime proteste vere e proprie, subito dopo le manifestazioni degli studenti universitari in vari atenei italiani (tra cui anche l'Università degli Studi di Modena e Reggio Emilia): il 18 marzo in un'assemblea venne infatti decisa l'occupazione della scuola per tre giorni, durante i quali quattro gruppi di studio (rispettivamente su autoritarismo, didattica, carta rivendicativa degli studenti, prospettive professionali) delinearono la piattaforma degli studenti per una "scuola nuova", rendendo la scuola il punto di riferimento del Sessantotto modenese. Nel novembre del 1968, col riprendere della protesta studentesca, la scuola venne rioccupata per quattro giorni dall'assemblea generale degli studenti medi modenesi, dopo un corteo per le strade cittadine per rivendicare il diritto di organizzare assemblee dentro la scuola in orario di lezione.
La protesta studentesca continuò anche l'anno successivo, con contrasti anche accesi con i professori e una nuova occupazione nel novembre 1969, che vide anche ripetuti incontri con rappresentanze operaie, segnando una prima saldatura con le lotte sindacali dell'Autunno caldo. Ciò portò l'anno successivo, attraverso il dialogo di studenti e sindacati con l'Amministrazione provinciale e il corpo docente dell'istituto, alla costituzione di un primo corso serale gratuito per lavoratori studenti, e successivamente, nel 1971, alla creazione di un ulteriore corso serale per l'ottenimento della licenza media. Questi ultimi corsi per l'ottenimento della licenza media saranno poi offerti anche da altri istituti della provincia, soprattutto dopo la conquista delle 150 ore per il diritto allo studio da parte degli operai a partire dal 1972, e nell'istituto verranno effettuati fino al 1979. La domanda di corsi serali si accompagnò peraltro anche a un aumento delle domande di iscrizione ordinarie, che si tradussero nell'istituzione di una nuova classe nel biennio e due, una di chimica e una di elettronica, nel triennio di specializzazione, assieme all'istituzione del numero chiuso per l'accesso alle classi prime. Entrambi i fenomeni erano frutto del generale aumento della domanda di scolarizzazione nella società italiana dell'epoca.
Nel 1971 inoltre vide la luce anche un'altra importante riforma riguardante l'organizzazione interna dell'istituto. Dopo un confronto durato mesi tra la Provincia e tutte le parti interessate, l'organismo di rappresentanza dell'istituto divenne infatti un neonato Consiglio di Gestione Sociale, in cui erano rappresentate non solo tutte le componenti interne alla scuola (docenti, studenti, studenti lavoratori, genitori), anticipando in questo la successiva riforma nazionale del 1974, ma anche realtà esterne come i sindacati e l'Amministrazione provinciale. Infine si consolidò l'attività nel campo del recupero scolastico, con l'istituzione di corsi estivi per i rimandati dal 1971, e la trasformazione dell'attività di assistenza allo studio pomeridiano in veri e propri corsi di sostegno (che comprendevano l'uso dei laboratori) a partire dal 1973. Vennero poi avviate in questo periodo attività sportive per gli studenti dell'istituto, aperte anche a studenti esterni.

### Tempi recenti
A partire dal 1976 la scuola iniziò un percorso di progressiva omologazione organizzativa alla scuola nazionale che andava lentamente riformandosi, mirando a una futura statalizzazione, che però sarebbe arrivata solamente nel 2015. Venne così abbandonata la gestione sociale a favore degli organismi di rappresentanza previsti dalla riforma del 1974 e si decise di attingere dalle graduatore nazionali per le nuove assunzioni invece che dalle graduatorie autonome fino ad allora esistenti. A partire dal 1986 poi la scuola decise di omologare i propri programmi scolastici prima a quelli di due sperimentazioni previste dal Ministero, e poi a quelli previsti dal Progetto Brocca dal 1988. La scuola mantenne comunque anche nei decenni successivi un forte collegamento con la realtà cittadina. Negli anni Ottanta vennero istituiti nuovi corsi serali (a pagamento) per adulti in informatica e lingue straniere, che videro una domanda crescente e che nel decennio successivo andranno progressivamente a sostituire i corsi destinati agli studenti lavoratori per l'ottenimento del diploma, la cui domanda era invece ormai in via di esaurimento. Gli anni Ottanta e Novanta videro anche uno sviluppo delle attività integrative offerte agli studenti, poi mantenute anche nei decenni successivi: dalla nascita di un gruppo teatrale all'incremento dell'attività sportiva (che vide, tra le altre cose, la costituzione di una squadra scacchistica in grado di vincere nel 2005 il Campionato italiano giovanile studentesco a squadre nella categoria "allievi"), fino alla costante partecipazione ai Giochi della chimica a livello nazionale, vinti in più occasioni da studenti dell'istituto, e alle Olimpiadi internazionali della chimica, con quattro medaglie d'argento e due di bronzo vinte da studenti della scuola tra 1994 e 2017, oltre a un argento ottenuto alle Olimpiadi europee.

## Sede
L'edificio merita attenzione per la sua concezione moderna e legata anche alla tradizione. Fu progettato da Alberto Mario Pucci ed è caratterizzato dal moderno pilastro a forcella e dalla tradizionale presenza del portico sulla facciata in via Luosi. Nella parte con funzione di atrio sono interessanti le forme in acciaio progettate da Raffaele Biolchini. D'interesse artistico l'altorilievo in acciaio conservato al suo interno, opera astratta dell'artista Davide Scarabelli.
La scuola è stata ampliata tramite la costruzione di una nuova palazzina inaugurata nel 2017.

## Organizzazione
Il triennio offre specializzazioni in: Chimica e materiali, Elettronica ed elettrotecnica e Informatica e telecomunicazioni.
Gli studenti sono 1213 suddivisi in 51 classi.